# Opercularella lacerata
Opercularella lacerata is een hydroïdpoliep uit de familie Campanulinidae. De poliep komt uit het geslacht Opercularella. Opercularella lacerata werd in 1847 voor het eerst wetenschappelijk beschreven door Johnston. 